# Jabłoń (województwo warmińsko-mazurskie)
Jabłoń (niem. Jablon, 1938–1945 Wasserborn) – osada w Polsce położona w województwie warmińsko-mazurskim, w powiecie piskim, w gminie Pisz.
W latach 1975–1998 miejscowość administracyjnie należała do województwa suwalskiego.